# Verwaltungsgemeinschaft Saaletal
In der Verwaltungsgemeinschaft Saaletal des Burgenlandkreises waren sieben Gemeinden zur Erledigung ihrer Verwaltungsgeschäfte zusammengeschlossen. Die Verwaltungsgemeinschaft wurde am 1. Januar 2005 aus den aufgelösten Verwaltungsgemeinschaften Großkorbetha und Uichteritz gebildet (die Gemeinde Markwerben aus der ehemaligen Verwaltungsgemeinschaft Uichteritz kam zur neuen Verwaltungsgemeinschaft Weißenfelser Land). Der Verwaltungssitz befand sich in der Gemeinde Großkorbetha.
Am 1. Januar 2010 wurde Uichteritz nach Weißenfels eingemeindet, Goseck wurde Mitglied der Verbandsgemeinde Unstruttal.
Am 1. September 2010 wurden alle verbleibenden Gemeinden in die Stadt Weißenfels eingemeindet.

## Die Gemeinden mit ihren Ortsteilen
- Burgwerben
- Goseck (bis Ende 2009)
- Großkorbetha mit Bäumchen, Gniebendorf und Kleinkorbetha
- Reichardtswerben
- Schkortleben mit Kriechau
- Storkau mit Obschütz und Pettstädt
- Tagewerben
- Uichteritz (bis Ende 2009)
- Wengelsdorf mit Leina und Kraßlau